# 케네스 S. 칸처
케네스 S. 칸처(Kenneth S. Kantzer1917년 3월 29일 - 2002년 6월 20일)는 복음주의 기독교 전통에 속한 미국의 신학자이자 교육자였다.

## 생애
그는 미국 미시간 주 디트로이트에서 태어났다. 페이스 신학교, 트리니티 신학교, 바이블 칼리지에서 공부하고 하버드 대학교에서 철학 및 종교학 박사 학위를 취득한 칸처는 1960 년부터 1978 년까지 트리니티 복음주의 신학교 (TEDS)의 성서 및 조직신학 교수이자 학장을 역임했다. 그는 소규모 교단 신학교에서 국내 및 국제적인 명성을 가진 주요 복음주의 기독교 대학원으로 성장시키는 데 기여했다.
1968년에는 복음주의 신학회 회장도 역임했다. 1977년부터 1982년까지 크리스채너티 투데이의 편집장을 역임했으며, 1982년부터 1984년까지 일리노이주 디어필드에 있는 트리니티 칼리지의 총장을 지냈다. 이후 트리니티 복음주의 신학교로 돌아와 박사 학위 프로그램을 설립하는 데 도움을 주었다.
칸처는 성경 무오설 교리의 옹호자로 알려져 있으며, 기독교 자유주의의 반대에 답하면서 근본주의 기독교의 경직성을 피할 수 있는 방식으로 이 교리를 명확히 설명하려고 노력했다. 칸처는 TEDS에서의 강의와 리더십, 크리스채너티 투데이에서의 활동을 통해 40여 년 동안 복음주의의 성장에 크게 기여했습다. 그는 2002년 캐나다 빅토리아에서 사망했다.